# Пруска
Пруска или Прусија (њем. Preußen, пољ. Prusy) историјска је држава која је настала од Пруског војводства и Маркгрофовије Бранденбурга у средишту области Пруске. Вијековима је Пруском владала династија Хоенцолерн, успјешно ширећи државу необично ефикасном и добро организованом војском. Пруска, са пријестолницом у Кенигзбергу и од 1701. у Берлину, уобличила је историју Њемачке. Њемачке државе су се 1871. године ујединиле под Пруским вођством стварајући Њемачко царство. У новембру 1918, монархија је укинута, племство је изгубило политичку моћ током Њемачке револуције, а Пруско краљевство је укинуто и на том простору је успостављена Слободна Држава Пруска. Пруска је изгубила независност Пруским превратом, када је нацистички режим успјешно успоставио своје законе стварајући тако унитарну државу. Поразом нацистичке Њемачке, држава је подијељена на савезничке окупационе зоне, а територије источно од линије Одра—Ниса припале су Пољској и Совјетском Савезу, а Држава Пруска дефакто је престала да постоји 1945. године. Дејуре је Пруска постојала све до одлуке Контролног савјета, која је донесена 25. фебруара 1947. године.
Назив Прусија долази од старих Пруса; у 13. веку, Тевтонски витезови — организовани католички средњовековни војни ред њемачких крсташа — освојили су земље у којима су они живели. Године 1308, Тевутонски витезови су освојили Померелију с Гдањском (њем. Danzig). Њихова монашка држава била је углавном германизована имиграцијом из централне и западне Немачке, а на југу су је полонизовали досељеници из Мазовије. Други торуњски мир (1466) раздвојио је Прусију на западну Краљевску Пруску, покрајину Пољска и источни дио, од 1525. назван Војводство Пруска, феудално добро пољске круне до 1657. године. Унија Бранденбурга и Пруског војводства из 1618. довела је до проглашења Пруске краљевине 1701. године.
Пруска је у редове великих сила ушла убрзо након што је постала краљевство, и имала је највећи утицај у 18. и 19. вијеку. Током 18. вијека имала је велику улогу у многим међународним пословима за вријеме владавине Фридриха Великог. Током 19. вијека пруски канцелар Ото фон Бизмарк ујединио је њемачке кнежевине у „Малу Немачку”, која је искључила Аустрију и Швајцарску.
На Бечком конгресу (1814—1815), који је прерадио карту Европе након Наполеоновог пораза, Пруска је стекла нове богате територије, укључујући и Рур богат угљем. Земља је тада нагло увећавала свој економски и политички утицај и постала је језгро Сјевернонемачке конфедерације 1867, а потом и Њемачког царства 1871. Краљевина Пруска је тада била толико велика и толико доминантна у новој Њемачкој да су се јункери и остала пруска елита све више и више идентификовали као Нијемци, а мање као Пруси.